# Тартуський мирний договір між РСФРР та Естонією

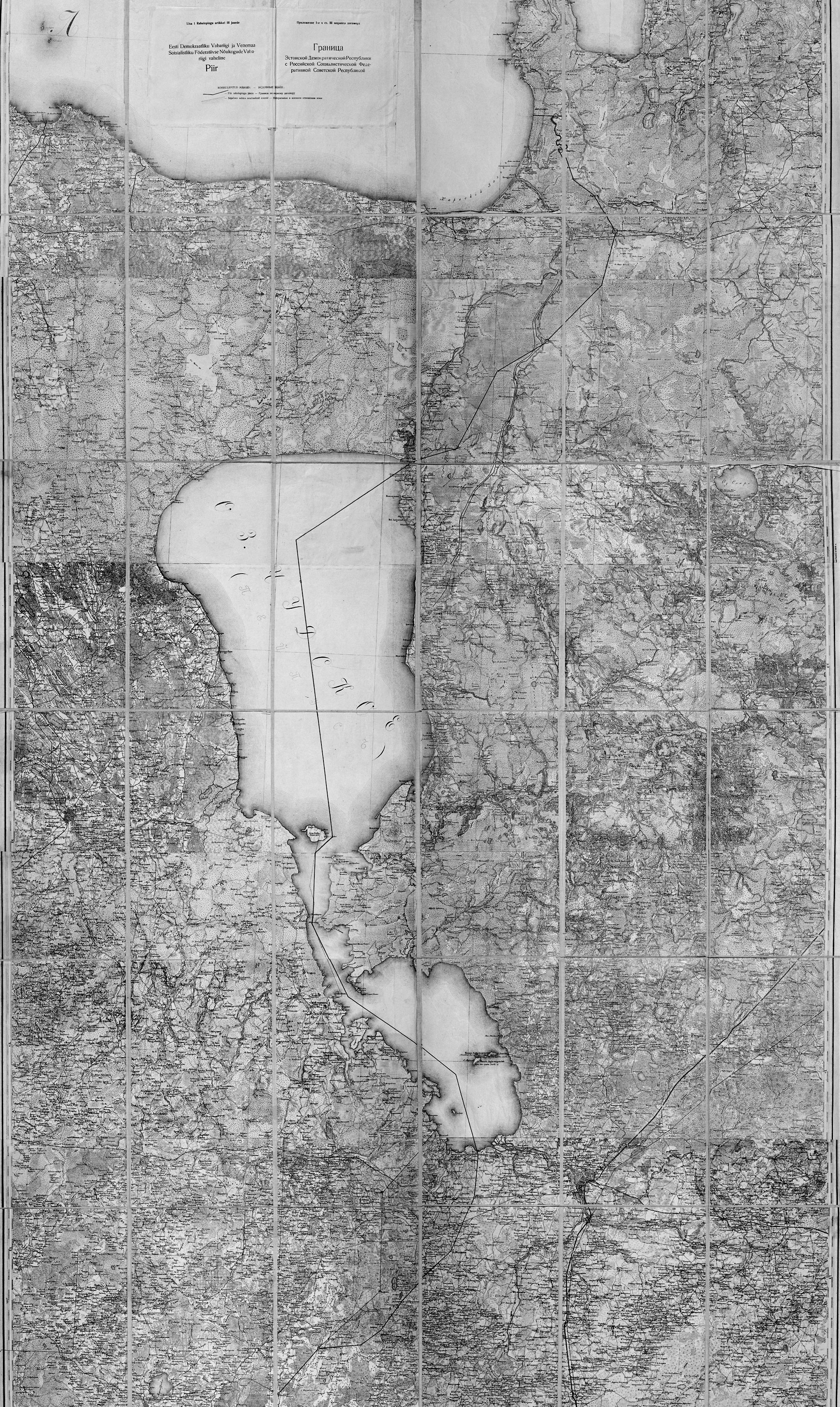
Російсько-естонський кордон за договором

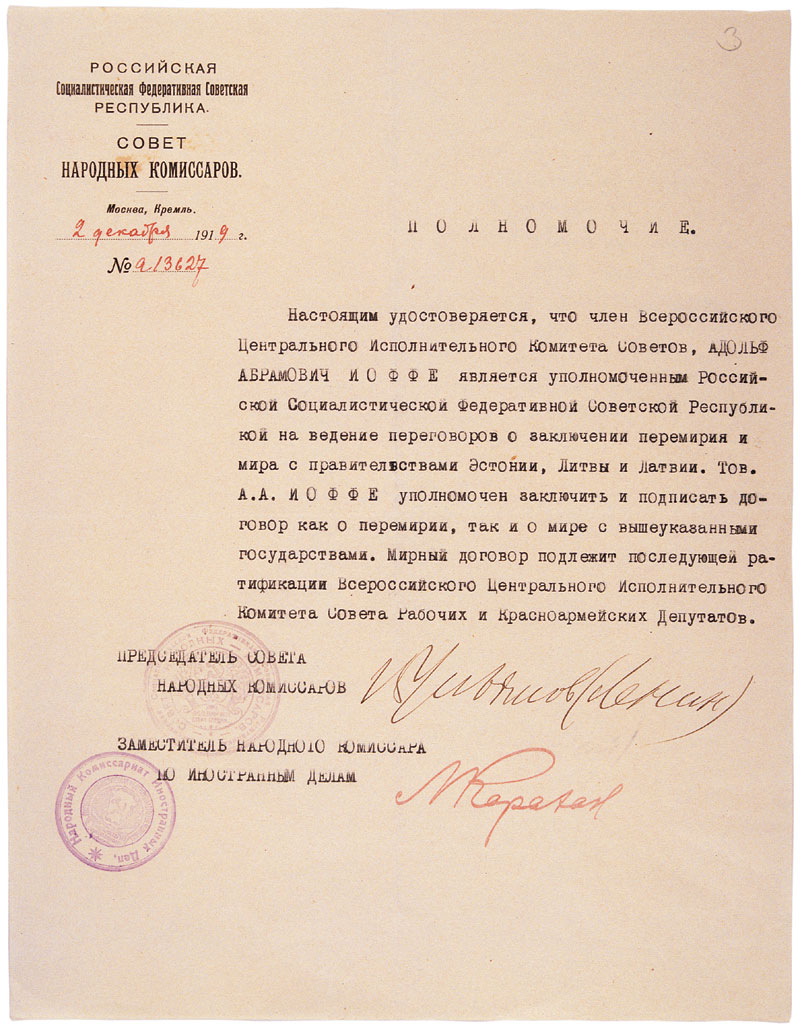
Доручення, видане Леніним Іоффе на представлення інтересів РСФРР на підписанні договору

Тартуський (Юріївський) мирний договір між РСФРР та Естонією (ест. Tartu rahu, досл. «Тартуський мир», рос. Тартуский договор) — угода, укладена між Радянською Росією й Естонією 2 лютого 1920 року у місті Тарту, після завершення бойових дій Естонської визвольної війни, під час якої Збройні сили Естонської Республіки за сприяння Північно-Західної армії, Британського військово-морського флоту, фінських, шведських і данських добровольців протистояли на північно-західній території колишньої Російської імперії збройним силам Радянської Росії (з листопада 1918 до грудня 1919 року).
2 лютого 1920 року на мирній конференції у місті Тарту глави делегацій Естонії — Яан Поска, та Росії — Адольф Йоффе підписали договір, за яким Радянська Росія відмовилась від будь-яких прав на Естонію та першою визнала де-юре Естонську Республіку. Перший міжнародний мирний договір, укладений Радянською Росією під час Громадянської війни сприймався як «прорив» міжнародної блокади Радянської Росії
Договір було ратифіковано ВЦВК Радянської Росії вже 5 лютого 1920 року, Установчими зборами Естонської Республіки — 13 лютого того ж року.

## Історія
13 квітня 1919 року ЦК РКП(б) ухвалив рішення звернутись до Естонії з мирними пропозиціями. 15 та 25 квітня радянські мирні ініціативи за посередництва угорського уряду були передані Естонії, але відповіді на них отримано не було.
20 червня на засіданні естонської делегації в Парижі (де у той час відбувалась мирна конференція) перевагу мала думка про те, що для досягнення визнання власної самостійності Естонія мала йти іншим шляхом, а саме — укласти мир з Радянською Росією.
31 серпня 1919 року Народний комісаріат закордонних справ Російської СФРР знову звернувся до естонського уряду з пропозицією щодо мирних перемовин. 5 вересня Естонія погодилась розпочати мирні перемовини з РСФРР. Вони почались 17 вересня 1919 року у Пскові, та невдовзі припинились через наступ армії Денікіна на Москву.
5 грудня у місті Тарту відкрилась радянсько-естонська мирна конференція, де відновились перемовини. 31 грудня було підписано перемир'я між Радянською Росією й Естонією.

## Основні положення
Відповідно до договору до Естонії, окрім земель на захід від річки Нарва, відійшли також:
- знову утворена волость Нарва — включала населену іжорою та інгерманландцями територію на правому березі річки Нарва, так звану Естонську Інгерманландію (нині у складі Кінгісеппського району Ленінградської області)
- знову утворені волості Козе (згодом перейменована на Пійрі) та Скарятіне (згодом — Райа) — населене етнічними росіянами правобережжя Нарви від гирла річки Щучка до Чудського озера (нині у складі Сланцевського району Ленінградської області)
- Печорський край (нині Печорський район Псковської області Росії)[4][5].

Сторони зобов'язались не допускати на своїй території діяльності ворожих до іншої країни сил. З урахуванням того, що до моменту підписання договору в Естонії вже була інтернована Північно-Західна армія під командуванням Юденича, РСФРР надалі розпустила дивізію Естонських червоних стрільців, що воювала на Південному фронті. Естонці, які проживали в РСФРР, та росіяни в Естонії отримували можливість повернутись на батьківщину.
За Тартуським договором Естонія звільнялась від будь-яких зобов'язань перед РСФРР, від боргових та інших зобов'язань перед Російською імперією. РСФРР передавала Естонії частину золотого запасу Російської імперії у розмірі 11,6 тонни золота (15 мільйонів рублів золотом), а також певне рухоме й нерухоме майно, що належало російській казні. Естонія отримувала право на лісову концесію на території РСФРР площею 1 мільйон десятин.

## Реакції
За словами Енн Тарвел, російські більшовики загалом сприймали Тартуський мир лише як тимчасову перешкоду, якій треба було покласти край революцією, що незабаром почнеться в Естонії та на Заході загалом. Про Тартуський мир Ленін сказав «[...] ця поступка не назавжди», будучи впевненим, що місцеві робітники все одно скинуть естонський уряд і створять радянську Естонію. 

## Оцінки істориків
Історик Енн Тарвел писав про Тартуський мир, що з точки зору Естонської Республіки це була надзвичайно своєчасна і вміло укладена угода. Як причину він називає те, що Естонія з мирним договором отримала етнічні та історичні кордони, які також були стратегічно корисними для Естонії (також вказуючи на те, що Радянський Союз не залишив таких же кордонів Естонській РСР). Корисність угоди він також обґрунтовує тим, що за умовами угоди Естонія отримувала 15 мільйонів рублів (3%) при розподілі золотого фонду Російської імперії. Щодо своєчасності він посилається на те, що і народ, і армія були готові до миру, а також на думку Яана Поска після Паризької мирної конференції (кінець січня 1920), що «треба укладати мир з більшовиками — інакше ми не зможемо битися з російськими білими через рік, якщо вони будуть атакувати».

## Наслідки
Після підписання радянська Росія не виконала ряд пунктів договору. Наприклад, музейні колекції Тартуського університету донині не повернуті з Воронежа і міграція естонців була перешкоджана, дозволені концесії (наприклад, щодо лісу) залишилися на папері, змішані комісії не вирішували жодних суперечок.
У 1940–1941 та 1944–1991 Естонія була окупована Радянським Союзом. 
Естонсько-російський кордон сьогодні залишає частину території, наданої Естонії за Тартуським договором, під контролем Росії.